# Rolf Blessing
Rolf Blessing (* 21. Juli 1929 in Wendlingen am Neckar; † 1. August 2004 ebenda) war ein Fußballspieler des VfB Stuttgart in der damals erstklassigen Fußball-Oberliga Süd. Er war der Neffe von Hermann Hahn. Von 1948 bis 1962 hat der Offensivspieler im WM-System 348 Ligaspiele absolviert und dabei 125 Tore erzielt. Er belegt damit in der VfB-Rangliste der Oberliga Süd hinter Spitzenreiter Robert Schlienz (391–143) den zweiten Rang.

## Laufbahn

### Verein, 1948 bis 1961
Blessing war zusammen mit Robert Schlienz der einzige Spieler von Trainer Georg Wurzer, der an allen vier Titelgewinnen in der Erfolgsära des VfB Stuttgart in den 1950er Jahren als Aktiver beteiligt war. Der vom TSV Wendlingen zum VfB gekommene Linksaußen wurde je zweimal Deutscher Meister (1950 gegen Kickers Offenbach; 1952 gegen 1. FC Saarbrücken) und Gewinner des DFB-Pokal (1954 gegen 1. FC Köln; 1958 gegen Fortuna Düsseldorf). Mit 19 Jahren debütierte der aus Wendlingen zum VfB Stuttgart gekommene Blessing am 26. September 1948 beim 1:1-Heimremis gegen Eintracht Frankfurt in der Oberliga Süd. Unter Trainer Wurzer bildete er zusammen mit Karl Barufka den linken Flügel der Weiß-Roten und erzielte in der 27. Minute seinen ersten Treffer in der höchsten Liga von Süddeutschland. Zur Debütrunde von Blessing waren auch noch die Spieler Josef Ledl und Ernst Otterbach zur Elf mit dem Ring auf der Brust gekommen. Überschattet war die Hinrunde aber durch den Unfall von Robert Schlienz am 14. August 1948, was zu einer Teilamputation des linken Armes des vormaligen Torjägers geführt hatte. Am 5. Dezember feierte Schlienz beim 2:1-Heimerfolg gegen Bayern München sein Comeback und die Bewegungsspieler erreichten am Rundenende den sechsten Rang. Neuzugang Blessing hatte in 26 Spielen neun Tore erzielt.
In seiner zweiten Saison beim VfB, 1949/50, verbesserte er sich mit der mit den Neuzugängen Otto Baitinger und Walter Bühler verstärkten Mannschaft, und zog als Süd-Vizemeister in die Endrunde um die deutsche Meisterschaft ein. Er hatte alle 30 Ligaspiele bestritten und 15 Tore erzielt. In der Endrunde konnte die Wurzer-Elf die Form noch steigern und schaltete am 4. Juni in der Zwischenrunde in Nürnberg vor 38.000 Zuschauern den Finalisten des Jahres 1948 und Vorjahresdritten 1. FC Kaiserslautern – mit Werner Kohlmeyer, Georg Gawliczek, Werner Liebrich, Ottmar Walter, Fritz Walter, Werner Baßler – mit 5:2 Toren und im Halbfinale den Südmeister SpVgg Fürth – mit dem gefürchteten Angriff um Horst Hoffmann, Otto Brenzke, Horst Schade, Max Appis und Hans Nöth – mit 4:1 Toren aus und zog in das Finale ein. In beiden Spielen hatte sich Blessing als Torschütze ausgezeichnet. Im Endspiel setzten sich die Schwaben gegen den Süddritten aus Offenbach mit 2:1 Toren durch und holten erstmals die Meisterschale nach Stuttgart. Blessing feierte den Meisterschaftsgewinn einen Monat vor seinem 21. Geburtstag.
Die Titelverteidigung glückte 1950/51 nicht, der Angreifer aus Wendlingen hatte zwar in 33 Spielen 16 Tore erzielt, mit seiner Mannschaft belegte er aber in der Oberliga Süd den vierten Rang. Im Juni führte er mit den Rot-Weißen für die entgangenen Spiele um die deutsche Meisterschaft eine mehrwöchige Nordamerikatournee durch. Als Südmeister zogen Blessing und Kollegen zwölf Monate später, 1951/52, wiederum in die Endrunde ein. Jetzt stand der aus Bamberg gekommene Karl Bögelein im Tor und die Wurzer-Schützlinge setzten sich in den Gruppenspielen gegen die Konkurrenz Tennis Borussia Berlin, VfL Osnabrück und Rot-Weiss Essen durch und zogen in das Finale ein. Persönlich ragte dabei das Heimspiel am 18. Mai gegen die Mannschaft von der Hafenstraße heraus, wo Blessing beim 5:3-Erfolg sich als dreifacher Torschütze auszeichnen konnte, und damit die zwei Treffer von Helmut Rahn im Team um Heinz Wewers und August Gottschalk nicht zum Erfolg ausreichten. Das Endspiel entschied vor 80.000 Zuschauern im Ludwigshafener Südweststadion der VfB gegen den 1. FC Saarbrücken mit 3:2 Toren und feierte damit nach 1950 den zweiten deutschen Meisterschaftsgewinn.
Für den Gewinn der deutschen Fußballmeisterschaft erhielt er, wie die ganze Mannschaft des VfB Stuttgart, am 30. Juni 1951 das Silberne Lorbeerblatt.
Der Titelverteidiger zog 1952/53 als Südvize dank des knapp besseren Torquotienten gegen die punktgleiche Borussia Dortmund erneut in das Endspiel um die deutsche Meisterschaft ein. Da setzte sich aber die „Walter-Elf“ des 1. FC Kaiserslautern mit 4:1 Toren gegen den VfB durch, wo durch Verletzung Leistungsträger Karl Barufka ausfiel. Altnationalspieler und Schalke-Trainer Fritz Szepan bemerkte auf der Tribüne zum Spiel: „Stuttgart hat verloren, weil es keinen Fritz Walter hatte.“
Ausgerechnet im Jahr der Fußballweltmeisterschaft 1954 in der Schweiz, 1953/54, hatte der Techniker mit Torgefahr am linken VfB-Flügel, Rolf Blessing, mit einer langwierigen Verletzung zu kämpfen. Er absolvierte die ersten zehn Oberligaspiele in Serie, erzielte fünf Tore und der VfB führte die Tabelle mit 18:2 Punkten an. Daran schloss sich die erste Pause mit drei Spielen an, ehe er am 22. November 1953 beim 3:1-Heimerfolg gegen Kickers Offenbach in seinem elften Saisonspiel sein sechstes Tor erzielte. Damit war aber die Oberligarunde 1953/54 für Blessing beendet. Seine Mannschaftskameraden – zwischenzeitlich stürmten Erwin Waldner und Ludwig Hinterstocker bei den Bewegungsspielern – gewannen trotz der 0:4-Derbyniederlage am 24. Januar 1954 gegen die Stuttgarter Kickers die Südmeisterschaft. Im DFB-Pokalendspiel am 17. April 1954 in Ludwigshafen gegen den 1. FC Köln feierte Blessing sein Comeback. Der VfB gewann mit 1:0 nach Verlängerung. In der verkürzten Endrunde um die deutsche Meisterschaft verlor er mit seiner Elf – aber ohne Erich Retter, der sich beim Länderspiel am 25. April gegen die Schweiz verletzt hatte – das entscheidende Gruppenspiel am 16. Mai gegen den folgenden Überraschungsmeister Hannover 96 mit 1:3 Toren. Die fehlende Wettkampfpraxis in der gesamten Oberligarückrunde verhinderte die gewohnte Offensivwirkung des Mannes am linken Flügel.
Nach der Vizemeisterschaft 1955/56 in Süddeutschland, war das letzte Gruppenspiel am 17. Juni 1956 im Stadion Rote Erde gegen Gastgeber Borussia Dortmund, sein letzter Auftritt in den Endrunden um die deutsche Meisterschaft. Von 1950 bis 1956 hatte Blessing für den VfB Stuttgart in 27 Endrundenspielen 13 Tore erzielt. Er war in drei Endspiele um die deutsche Meisterschaft eingezogen und hatte zweimal die Meisterschale an den Wasen geholt sowie 1954 den DFB-Pokal errungen.
Blessing schloss seine Titelsammlung mit dem zweiten Pokalerfolg am 16. November 1958 in Kassel mit einem 4:3-Sieg nach Verlängerung ab. Der VfB-Angriff war in der Besetzung mit Erwin Waldner, Rolf Geiger, Lothar Weise, Blessing und Dieter Praxl unter Führung von Spielführer Robert Schlienz angetreten.
Nachdem Erfolgsgarant Georg Wurzer vor der Runde 1960/61 das Traineramt an seinen Nachfolger Kurt Baluses abgetreten hatte, beendete der gelernte Kunstschreiner, der später als Bankkaufmann sein Auskommen fand, mit dem Ligaspiel am 12. März 1961 im heimischen Neckarstadion gegen Kickers Offenbach (2:1) seine zwölfjährige Oberligalaufbahn. Standesgemäß mit dem Siegtreffer in der 87. Minute. Der wortkarge und bescheidene Leistungsträger, vom Sportjournalisten Hans Blickensdörfer mit den Worten geadelt, „er ist der beste regionale Eigenbau gewesen, den es je gegeben hat“, beendete nach 348 Oberligaspielen mit 125 Toren seine langjährige und erfolgreiche Laufbahn.

### Auswahlspiele
International setzte der Bundestrainer Sepp Herberger den torgefährlichen Techniker dreimal in den Jahren 1951–1953 in der B-Länderelf ein. Mitspieler waren in diesen DFB-Einsätzen unter anderem Horst Buhtz, Georg Stollenwerk und Bernhard Termath. Der Angreifer des VfB Stuttgart gehörte beim ersten Länderspiel nach dem Zweiten Weltkrieg, am 22. November 1950 in Stuttgart gegen die Schweiz, dem Aufgebot des DFB an. Zum Einsatz kam er nicht. Mit der Einwechslung für Franz Islacker am 22. März 1953 in Wien im dritten B-Länderspiel gegen Österreich endeten die internationalen Berufungen von Blessing.
Für Süddeutschland lief Blessing in den Repräsentativspielen am 12. November 1950 gegen Westdeutschland (5:4) und am 13. Oktober 1951 gegen Südwestdeutschland (3:2) auf.
Richard Kirn hält über Blessing fest:
„Spielt Fußball wie Hidegkuti, dem er auch körperlich sehr ähnelt. Wirkt leider oftmals etwas ‚verschlafen‘, was ihm Karriere in der Nationalelf verwehrte.“
Am 1. August 2004 starb Rolf Blessing nach langer Krankheit.